# Khvicha Kvaratskhelia
Khvicha Kvaratskhelia (georgisk: ხვიჩა კვარაცხელია; født 12. februar 2001) er en georgisk professionel fodboldspiller, som spiller for Ligue 1-klubben Paris Saint-Germain og Georgiens landshold.

## Klubkarriere

### Tidlige karriere
Kvaratskhelia begyndte sin karriere hos Dinamo Tbilisi, hvor han gjorde sin professionelle debut i 2017. Han skiftede i marts 2018 til FC Rustavi.
Han skiftede i februar 2019 til den russiske klub Lokomotiv Moskva på en lejeaftale.

### Rubin Kasan
Kvaratskhelia skiftede i juli 2019 til Rubin Kasan. Han imponerede fra start i sin tid hos Kasan, og i 2021 blev han valgt som den 34. bedste spiller under 20 år af den franske sportsavis L’Equipe. Han var den eneste spiller fra den russiske Premier League som var inkluderet på listen.

### Dinamo Batumi
FIFA besluttede i marts 2022, at alle udenlandske spillere i Rusland kunne suspendere deres kontrakt med deres klub, og dermed skifte til en klub i et andet land i modsvar til Ruslands invasion af Ukraine i februar 2022. Kvaratskhelia tog denne mulighed den 24. marts, og forlod Kasan og skiftede til Dinamo Batumi i hjemlandet.

### Napoli
Kvaratskhelia skiftede i juli 2022 til Napoli, og blev her den næstdyreste georgiske spiller nogensinde, kun overgået af Kakha Kaladze skiftede til AC Milan i 2001. Han havde en fantastisk start på sin tid i klubben, da han scorede 3 mål i sine første 2 kampe, og blev hermed den første spiller i Napolis historie til at gøre det. Han blev kåret som månedens spiller i august 2022 i Serie A. Han fortsatte denne gode form i resten af sæsonen, og blev kåret som årets spiller i Serie A, da han ledte Napoli til at vinde deres første mesterskab i 33 år.

### Paris Saint-Germain
Kvaratskhelia skiftede i januar 2025 til Paris Saint-Germain.

## Landsholdskarriere

### Ungdomslandshold
Kvaratskhelia har repræsenteret Georgien på flere ungdomsniveauer.

### Seniorlandshold
Kvaratskhelia debuterede for Georgiens landshold den 7. juni 2019.

## Titler
Lokomotiv Moskva
- Russiske Cup: 1 (2018-19)

Napoli
- Serie A: 1 (2022-23)

Individuelle
- Ruslands Premier League Bedste unge spiller: 2 (2019-20, 2020-21)
- Georgien Årets fodboldspiller: 4 (2020, 2021, 2022, 2023)
- Serie A Årets spiller: 1 (2022-23)
- Serie A Årets hold: 1 (2022-23)
- Serie A Flest assists: 1 (2022-23)